# Soroi Eoe

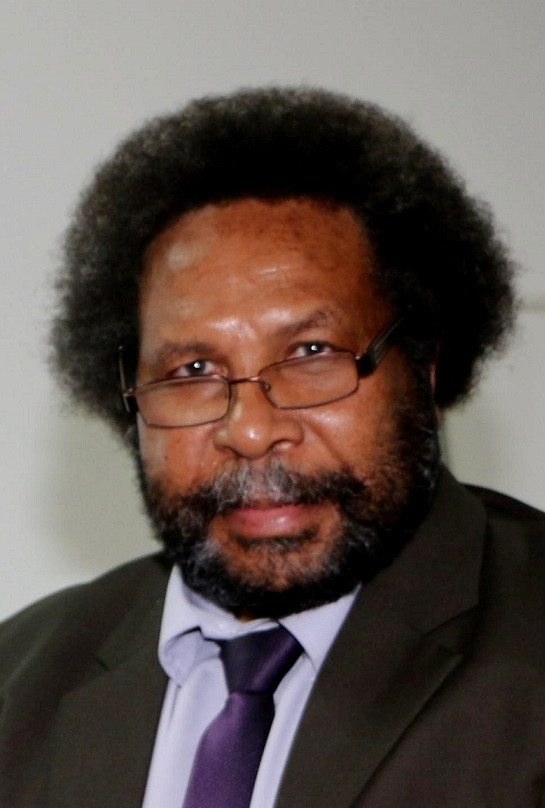
Soroi Eoe

Soroi Eoe (* 24. Dezember 1954) ist ein papua-neuguineischer Politiker der Partei People’s National Party. Seit 2019 ist er Mitglied des Nationalparlaments und ehemaliger Außenminister Papua-Neuguineas.

## Leben
Eoe schloss seine Grundschulausbildung an der Apehava Private School, der Menyama Lutheran School und der Lablab Private School ab.
Er schloss seine Sekundarschulausbildung an der Bumayong Lutheran High School ab.
1978 erwarb er einen Bachelorabschluss in Sozialanthropologie an der Universität von Papua-Neuguinea.
Bevor er ins Nationalparlament gewählt wurde, war er Subsistenzbauer.
Außerdem war er unter anderem Museumsdirektor des nationalen Museums von Papua-Neuguinea.

## Politik
Von August 2017 bis Mai 2019 war er Minister für Gemeindeentwicklung, Jugend und Religion.
Während der APEC 2018 veranstaltete Eoe einen öffentlich-privaten Dialog zum Thema Frauen und Wirtschaft.
Am 7. Juni 2019 wurde er zum Außen- und Handelsminister Papua-Neuguineas ernannt und hatte diese Position fünf Monate inne. Von September 2019 bis Dezember 2020 war er Minister für den öffentlichen Dienst. Seit dem 20. Dezember 2020 war er, bis er am 23. August 2022 von Justin Tkachenko abgelöst wurde, erneut Minister für Äußeres und Handel.
In seiner Zeit als Außenminister verteidigte er die Ein-China-Politik Chinas und lehnte Japans Entsorgung von Atommüll im Pazifischen Ozean ab.